# The Quatermass Experiment (miniserie televisiva)
The Quatermass Experiment è una miniserie televisiva britannica di fantascienza in sei episodi trasmessa dalla BBC Television nell'estate del 1953. È la prima opera che ha come protagonista lo scienziato Bernard Quatermass, ideato dallo sceneggiatore Nigel Kneale e qui interpretato da Reginald Tate. Della serie è stato prodotto un remake nel 2005.
Ambientato in un vicino futuro sullo sfondo del programma spaziale britannico, racconta la storia del primo volo spaziale con personale umano, supervisionato dal professor Quatermass del British Experimental Rocket Group. Quando il razzo riporta il primo equipaggio sulla Terra, due dei tre astronauti risultano scomparsi e il terzo si comporta in modo anomalo. Appare chiaro che una forma di vita aliena è entrata nel velivolo spaziale durante il volo e Quatermass e i suoi assistenti devono combattere l'alieno intenzionato a distruggere il mondo.
Originariamente composta di sei episodi (di cui quattro sono andati perduti), The Quatermass Experiment fu la prima produzione fantascientifica a essere scritta espressamente per un pubblico televisivo adulto. In precedenza, sceneggiature originali per produzioni di fantascienza televisiva, come Stranger from Space (1951–52), erano rivolte ai ragazzi, mentre i programmi per adulti erano adattamenti da fonti letterarie come R.U.R. (nel 1938 e di nuovo nel 1948) e La macchina del tempo (nel 1949). La serie è la prima di quattro Quatermass prodotti per la televisione britannica tra il 1953 e il 1979.
Oltre a svariati remake e sequel, The Quatermass Experiment ha ispirato molta della fantascienza televisiva seguente, soprattutto nel Regno Unito, dove ha influenzato serie televisive di successo quali Doctor Who e Zaffiro e Acciaio. Ha avuto anche influenze su alcuni blockbuster hollywoodiani come i film 2001: Odissea nello spazio e Alien.

## Elenco degli episodi
| nº | Titolo originale             | Prima TV Gran Bretagna |
| -- | ---------------------------- | ---------------------- |
| 1  | Contact Has Been Established | 18 luglio 1953         |
| 2  | Persons Reported Missing     | 25 luglio 1953         |
| 3  | Very Special Knowledge       | 1 agosto 1953          |
| 4  | Believed to be Suffering     | 8 agosto 1953          |
| 5  | An Unidentified Species      | 15 agosto 1953         |
| 6  | State of Emergency           | 22 agosto 1953         |

## Trama
Il professor Bernard Quatermass, a capo del British Experimental Rocket Group (Gruppo missilistico sperimentale britannico), un'agenzia governativa, è in fremente attesa del rientro a Terra del razzo spaziale e del suo equipaggio, nel primo volo nello spazio con equipaggio umano. Il velivolo spaziale viene dapprima creduto perduto, avendo drammaticamente oltrepassato la sua orbita terrestre, ma successivamente viene segnalato da un radar e ritorna sulla Terra, effettuando un atterraggio di emergenza a Wimbledon.
Una volta che Quatermass e la sua squadra raggiungono l'area in cui è atterrato il razzo e riescono ad aprirlo, scoprono che dell'equipaggio di tre astronauti vi è un unico sopravvissuto, Victor Carroon. Quatermass e il suo assistente capo Paterson investigano all'interno del razzo, rimanendo sconcertati da quel che trovano: le tute spaziali sono tutte nell'abitacolo e gli strumenti indicano che le porte non sono mai state aperte durante il volo, ma non c'è alcun segno degli altri due astronauti.
Carroon, gravemente ammalato, viene assistito dal medico del Rocket Group, il dottor Briscoe, che ha in segreto una relazione con la moglie dell'astronauta, Judith. Quatermass non è il solo ad essere interessato a scoprire cosa è successo a Carroon e al suo equipaggio: giornalisti come James Fullalove e l'ispettore Lomax di Scotland Yard sono ugualmente in attesa di ascoltare la storia del sopravvissuto. Carroon viene però rapito da un gruppo di agenti stranieri il cui governo è convinto di poter ottenere informazioni sui viaggi spaziali. Risulta chiaro che c'è qualcosa di molto strano: sembra che Carroon abbia in qualche modo assorbito le coscienze degli altri due membri dell'equipaggio e stia lentamente mutando in una forma di vita aliena vegetale.
Mentre la polizia insegue per tutta Londra Carroon, che si sta a mano a mano rapidamente trasformando, Quatermass analizza i campioni della creatura mutante in laboratorio e scopre così che questa potrebbe distruggere tutta la vita sulla Terra se solo arrivasse a rilasciare le sue spore. Una troupe televisiva che stava lavorando ad un programma di architettura individua il mostro all'interno dell'Abbazia di Westminster e Quatermass con un gruppo di militari corre a distruggerlo prima che possa provocare la distruzione del pianeta. Quatermass convince le coscienze dei tre astronauti sepolte all'interno della creatura extraterrestre a ribellarsi per distruggerla: questo appello agli ultimi residui di umanità all'interno dell'organismo alieno ottiene successo e l'invasore viene annientato.

## Cast
Grazie al successo ottenuto dalla serie televisiva The Quatermass Experiment, Nigel Kneale divenne uno degli autori televisivi più considerati dell'intera storia della televisione britannica. Oltre ai vari Quatermass (adattamenti cinematografici e sequel), scrisse altre produzioni di successo quali Nineteen Eighty-Four (1954) e The Stone Tape (1972). In un articolo dedicato all'autore, pubblicato dal sito BBC News Online immediatamente dopo la morte di Kneale avvenuta nel 2006, lo scrittore e ammiratore di Kneale Mark Gatiss ne loda il contributo alla storia della televisione britannica. «È tra i grandi, è assolutamente importante al pari di autori quali Dennis Potter, David Mercer, Alan Bleasdale, Alan Bennett.»

## Produzione
La miniserie televisiva venne scritta dallo sceneggiatore della BBC Nigel Kneale, già attore e premiato scrittore prima di arrivare alla radiotelevisione britannica. Il produttore della BBC Michael Barry impegnò così la maggior parte del budget annuale assumendo Kneale. Ciò che maggiormente spinse Kneale a scrivere The Quatermass Experiment fu il suo interesse per la scienza e soprattutto l'idea che nella scienza qualcosa potesse andare storto. Il progetto prese piede nel momento in cui si presentò un buco nel palinsesto della BBC per l'estate del 1953, tale da poter ospitare un programma in sei puntate, e l'idea di Kneale lo avrebbe potuto colmare con una storia "sconcertante, più che raccapricciante".
Per dirigere la serie vene scelto Rudolph Cartier, uno dei più stimati registi della BBC. Cartier e Kneale avevano già collaborato in precedenza nella realizzazione del film per la televisione Arrow to the Heart e lavorarono assieme alla storia per adattarla alla produzione dell'epoca. Kneale ha affermato di aver scelto il cognome "Quatermass" del personaggio protagonista della sua storia prendendo un nome a caso dall'elenco telefonico di Londra; il nome "Bernard" venne scelto invece in onore dell'astronomo Bernard Lovell. I titoli di lavorazione della serie erano originalmente The Unbegotten ("L'ingenerato" in inglese) e Bring Something Back...! ("Portaci qualcosa...!"), il secondo dei quali tratto da una battuta del secondo episodio. Kneale non terminò la stesura degli ultimi episodi prima che il primo episodio venisse trasmesso.
La produzione della serie superò il budget di 4000 sterline, corrispondenti a 69.680 sterline nel 2007, secondo il convertitore di valuta dell'Archivio Nazionale britannico. Per fare un confronto, gli stanziamenti della BBC per le produzioni indipendenti del 2007 corrispondono a un budget compreso tra le 450.000 e le 700.000 sterline all'ora per una serie televisiva da trasmettere al sabato sera, approssimativamente da sei a dieci volte di più di quanto venne speso per l'intera serie The Quatermass Experiment. Il tema musicale utilizzato fu Mars, Bringer of War, tratto dalla suite musicale I pianeti di Gustav Holst.
Ogni episodio veniva provato dal lunedì al venerdì nella Student Movement House in Gower Street, a Londra; le prove davanti alla telecamera venivano realizzate durante la giornata di sabato, prima della trasmissione. Gli episodi venivano quindi trasmessi dal vivo in diretta, con l'aggiunta di alcuni inserti prefilmati in 35 millimetri, ripresi prima e durante le prove nello Studio A nella sede originale degli studi televisivi della BBC all'Alexandra Palace e a Muswell Hill, a Londra. The Quatermass Experiment fu uno degli ultimi programmi principali di fiction televisiva a venir trasmesso dall'Alexandra Palace, poiché la maggior parte delle produzioni televisive sarebbe stata presto trasferita ai Lime Grove Studios, e venne ripreso utilizzando le telecamere più vecchie della BBC, le Emitrons, installate all'apertura degli studi dell'Alexandra Palace nel 1936. Queste telecamere permettevano una qualità di ripresa piuttosto bassa, con molte ombre sull'immagine.
Gli episodi di The Quatermass Experiment erano previsti per la messa in onda il sabato sera dal 18 luglio al 22 agosto del 1953. Il primo episodio (Contact Has Been Established) era previsto per la trasmissione dalle 20:15 alle 20:45; il secondo episodio (Persons Reported Missing) dalle ore 20:25 alle 20:55; il terzo e il quarto episodio (Very Special Knowledge e Believed to be Suffering) dalle 20:45 alle 21:15; gli ultimi due episodi (An Unidentified Species e State of Emergency) dalle 21:00 alle 21:30. In realtà, a causa della ripresa in diretta dal vivo, ogni episodio sforò da due minuti (quarto episodio) a sei minuti (sesto episodi). Il lungo sforamento dell'episodio finale fu dovuto a un'improvvisa interruzione della trasmissione per rimpiazzare un microfono malfunzionante. Kneale ha riferito che i responsabili della trasmissione avevano minacciato di interrompere la messa in onda durante uno di questi sforamenti di orario, al che Cartier gli avrebbe risposto "Lasciali fare!" Secondo alcuni documenti della BBC sembra che almeno un trasmettitore abbia tagliato la messa in onda dell'episodio finale.
La BBC avrebbe voluto trasferire su pellicola 35 millimetri ogni singolo episodio, attraverso la tecnica del telerecording, un processo al tempo relativamente nuovo che permetteva la conservazione di trasmissioni televisive dal vivo. Si era abbozzato un accordo con la Canadian Broadcasting Corporation per vendere la serie e Cartier avrebbe voluto utilizzare il materiale così salvato per realizzare dei trailer e dei riassunti delle puntate precedenti all'interno della serie stessa. Vennero tuttavia ripresi solo i primi due episodi prima che l'idea venisse abbandonata a causa della scarsa qualità del risultato, anche se il primo episodio venne effettivamente trasmesso in Canada. Durante la ripresa del secondo episodio un insetto volò sul monitor venendo così ripreso, ed è infatti visibile nel filmato per diversi minuti. Perciò è molto improbabile che gli episodi dal terzo al sesto possano mai venire recuperati negli archivi della BBC. I due episodi esistenti sono i più vecchi esempi di una produzione televisiva britannica drammatica e tra i primi esempi sopravvissuti di produzione televisiva britannica drammatica in assoluto, assieme a solamente pochi spettacoli in un unico episodio.
Nel novembre del 1953 venne proposto di utilizzare i due episodi così sopravvissuti, combinati con un condensato dal vivo dei rimanenti episodi, per una maratona natalizia, ma l'idea venne in seguito abbandonata. Cartier e Reginald Tate sarebbero stati disponibili a realizzare altrimenti una versione completamente registrata su pellicola da trasmettere in televisione, ma anche questa idea non venne mai realizzata. Nel 1963 uno dei due episodi venne scelto per rappresentare i primi programmi britannici al Festival of World Television tenuto al National Film Theatre a Londra.

## Distribuzione e accoglienza
Nel 1953 The Quatermass Experiment raggiunse alti indici di ascolto, con un'audience pari a 3,4 milioni di telespettatori per la prima puntata, raggiungendo i 5 milioni durante l'episodio finale e con una media di 3,9 milioni per l'intera serie. Un anno prima che The Quatermass Experiment venisse trasmesso, nell'agosto del 1952, il Times stimava che il totale del pubblico televisivo si aggirasse sui 4 milioni di persone. Nel marzo dello stesso anno la BBC stimava una media di 2,25 milioni di spettatori per i suoi programmi ogni sera.
Nel 1954 Cecil McGivern, il direttore dei programmi della BBC Television, riferiva del successo della serie in una nota per discutere del lancio imminente di un nuovo canale commerciale, che rappresentò la fine del monopolio della BBC. «La nascita di una televisione che ci fa concorrenza, significherà uccidere ogni sabato sera mentre The Quatermass Experiment viene trasmesso. Noi avremo bisogno di molti più programmi come Quatermass Experiment.» In seguito alla morte di Nigel Kneale nel 2006, lo storico del cinema Robert Simpson affermò che la serie era stata un «evento televisivo capace di svuotare le strade e i pub per le sei settimane della sua durata». Quando il canale digitale televisivo BBC Four produsse il remake della serie nel 2005, il direttore del canale Janice Hadlow, descrisse l'originale come «una delle esperienze televisive odierne più seguite e sulla bocca di tutti».
La risposta del pubblico fu positiva: al Radio Times, la rivista con i palinsesti della BBC, giunsero lettere di lode per la serie, mentre lo scrittore e il produttore venivano elogiati dai lettori delle riviste televisive, che li candidarono al premio "TV Bouquet". In un articolo del 1981 del Times, che ricordava The Quatermass Experiment, il giornalista Geoffrey Wansell mise l'accento sul finale:
Ricerche successive dimostrarono che i problemi tecnici di trasmissione durante l'episodio finale ebbero un impatto negativo sul pubblico della serie: i telespettatori pensavano che il climax fosse stato spezzato.
A dispetto di questi problemi - e della sopravvivenza di soli due episodi registrati su pellicola - nelle decadi successive The Quatermass Experiment continuò a guadagnare consensi da parte della critica. Il sito Screenonline del British Film Institute descrive la serie come «una delle più influenti serie televisive degli anni cinquanta», e ancora «con la sua originalità, il suo fascino sul pubblico e la sua dinamicità, The Quatermass Experiment è diventato un punto di riferimento per la fantascienza e la pietra angolare per il genere nella televisione britannica». Il sito del Museum of Broadcast Communications elogia i temi di fondo della serie definendoli i più efficaci. «La rappresentazione di un uomo inglese trasformato in un mostro alieno che viene fatta in The Quatermass Experiment, mette in scena una nuova paura sulla sicurezza nazionale nel periodo post-coloniale del dopoguerra della Gran Bretagna. Come risultato, o forse semplicemente a causa della combinazione di fantascienza e struggente melodramma creata da Kneale e Cartier, la serie catturò l'audience.»
Gli unici due episodi superstiti della miniserie televisiva sono stati pubblicati nel cofanetto in DVD The Quatermass Collection. A seminal BBC sci.fi trilogy nel 2005 dalla 2 Entertain Video. La serie è inedita in italiano.

## Sequel e remake
Della serie televisiva è stato realizzato nel 1955 un remake cinematografico, prodotto dalla Hammer Film Productions e diretto da Val Guest, intitolato L'astronave atomica del dottor Quatermass (The Quatermass Xperiment). Ne è stato inoltre prodotto un remake televisivo in un unico episodio nel 2005, The Quatermass Experiment, diretto da Sam Miller, con l'attore Jason Flemyng nella parte dello scienziato britannico. Nello spettacolo, recitato interamente in presa diretta come l'originale, appaiono anche l'attore David Tennant (nella parte di Victor Carroon, l'astronauta contaminato dalla forma di vita aliena), che diverrà poi celebre nella parte del decimo Dottore nella nuova serie televisiva Doctor Who, dal 2006 al 2010, e Indira Varma, che apparirà nello spin-off della medesima serie, Torchwood.
La serie televisiva darà inoltre avvio al franchise del Professor Quatermass, che oltre a questa prima produzione comprende altre tre serie televisive (Quatermass II nel 1955, Quatermass and the Pit nel 1958-1959 e Quatermass conclusion: la Terra esplode nel 1979. Da quest'ultima verrà tratto il condensato cinematografico The Quatermass Conclusion), tre film (oltre al già citato L'astronave atomica del dottor Quatermass, I vampiri dello spazio del 1957 e L'astronave degli esseri perduti del 1967), quattro romanzi (L'esperimento Quatermass del 1959, Progetto Quatermass del 1960, Quatermass e il pozzo del 1960, Quatermass: la Terra esplode del 1979) e un radiodramma (The Quatermass Memoirs del 1996).

## Influenze nella cultura di massa
Il sito del Museum of Broadcast Communications mette in evidenza l'influenza che la serie fantascientifica britannica ebbe sulle produzioni che seguirono, sostenendo che «con The Quatermass Experiment inizia una tradizione britannica di fantascienza televisiva che prende varie forme da Quatermass ad A for Andromeda, Blake's 7, e da Doctor Who a Red Dwarf.»
A Nigel Kneale non piaceva Doctor Who - la serie di maggior successo tra le britanniche di fantascienza - sostenendo che aveva rubato la sua idea. Un articolo del 2005 apparso sul Daily Telegraph descrive Doctor Who come il "successore spirituale" delle serie di Quatermass e Mark Gatiss, uno degli autori del Doctor Who, scrisse della sua ammirazione per Kneale in un articolo per il Guardian nel 2006: «Kneale scrisse che il 1953 fu "un anno troppo sicuro di sé" e lui guidò il suo influente racconto come un razzo nei grigi programmi dell'austerità britannica [...] Quale opera della fantascienza degli ultimi 50 anni non è in debito con Kneale?»
Nel 2007 Gatiss apparve nella parte del Professor Lazarus nell'episodio L'esperimento Lazarus della nuova serie del Doctor Who, e di nuovo nel 2011, nella parte di Gantok nell'episodio Il matrimonio di River Song. A proposito del primo episodio, il Radio Times ha scritto: «l'episodio di questa sera è una piacevole sintesi di Lei, L'esperimento del dottor K. e The Quatermass Experiment, di cui cita la battaglia finale in una cattedrale di Londra.»